# Ribbit!
Pour les articles homonymes, voir Ribbit.
Ribbit! (, Ribbit!: Gana no Sono) est un jeu vidéo de plates-formes développé par Sega, sorti en 1991 sur borne d'arcade. C'est la suite de Frogger (1981).[réf. nécessaire]